# Bredmossen (naturreservat, Norbergs kommun)
För andra betydelser, se Bredmossen.
Bredmossen är ett naturreservat i Norbergs kommun i Västmanlands län. Området fortsätter norr om länsgränsen då som Bredmossen (naturreservat, Avesta kommun).
Området är naturskyddat sedan 1996 och är 189 hektar stort. Reservatet består av en högmosse som omges av kärr.